# Penacova (Bóveda)
Penacova es una localidad del municipio de Bóveda, en la provincia de Lugo, España. Pertenece a la parroquia de Remesar y se encuentra muy cerca del límite con el municipio de Paradela.
Se encuentra a 460 metros de altitud junto al Monte Remesar y el riego da Ribeira. En 2022 tenía una población de 5 habitantes, 2 hombres y 3 mujeres.
En Penacova hay una herrería, de la que hay referencias desde 1780. Presenta un buen estado de conservación, conservando la fragua, el mazo, los barquines y la maquinaria hidráulica en general en funcionamiento gracias a su restauración. En el mismo lugar se encuentra el molino de Penacova, también bien conservado. 